# 埃米尔·约恩松
埃米尔·约恩松（瑞典語：Emil Jönsson，1985年8月15日—），瑞典男子越野滑雪运动员。他曾代表瑞典参加2010年和2014年冬季奥林匹克运动会越野滑雪比赛，共获得二枚铜牌。